# Tudela
|  | Per a altres significats, vegeu «Tudela (desambiguació)». |

Tudela (en castellà i oficialment) o Tutera (en basc) és una ciutat de Navarra, a la comarca de Tudela, dins la merindad de Tudela. Limita al nord amb Valtierra, Castejón i Arguedas; a l'oest, amb Cintruénigo, Fitero i Corella; al sud, amb Cascante, Murchante, Ablitas i Fontellas; i a l'est, amb Cabanillas i Bardenas Reales. Tudela és la segona ciutat de Navarra en nombre d'habitants. Així mateix, el seu terme municipal és el segon més gran de Navarra.

## Demografia
| Evolució demogràfica                              | Evolució demogràfica | Evolució demogràfica | Evolució demogràfica | Evolució demogràfica | Evolució demogràfica | Evolució demogràfica | Evolució demogràfica | Evolució demogràfica | Evolució demogràfica | Evolució demogràfica |
| 1996                                              | 2000                 | 2001                 | 2002                 | 2003                 | 2004                 | 2005                 | 2006                 | 2008                 | 2009                 |                      |
| ------------------------------------------------- | -------------------- | -------------------- | -------------------- | -------------------- | -------------------- | -------------------- | -------------------- | -------------------- | -------------------- | -------------------- |
| 26 857                                            | 27 819               | 28 998               | 30 355               | 31 228               | 31 659               | 32 345               | 32 802               | 33 910               | 34 717               |                      |
| Fonts: Tudela i Institut d'Estadística de Navarra |                      |                      |                      |                      |                      |                      |                      |                      |                      |                      |

## Administració
| Període   | Alcalde                  | Partit polític               |
| --------- | ------------------------ | ---------------------------- |
| 1979-1980 | Francisco Álava Jiménez  | Partit Socialista de Navarra |
| 1980-1983 | Alberto Tantos Bordonaba | Partit Socialista de Navarra |
| 1983-1995 | José Antonio Pérez Sola  | Partit Socialista de Navarra |
| 1995-1999 | Luis Campoy Zueco        | Unió del Poble Navarrès      |
| 1999-2003 | Luis Campoy Zueco        | Unió del Poble Navarrès      |
| 2003-2007 | Luis Casado Oliver       | Unió del Poble Navarrès      |
| 2007-2011 | Luis Casado Oliver       | Unió del Poble Navarrès      |
| 2011-2015 | Luis Casado Oliver       | Unió del Poble Navarrès      |

## Història
Encara que hi ha restes d'habitació prehistòrica, la ciutat té el seu origen en l'època de dominació romana, quan era coneguda amb el nom de Tutela. Fou una antiga ciutat dels vascons —ciutat fundada probablement per Roma, i poblada per celtibers, vascons, ibers i d'altres grups, àmpliament romanitzats. De l'època romana s'han trobat nombrosos vestigis, incloent-hi una alcassaba o ciutadella a la zona occidental. Situada a la riba dreta de l'Ebre i a l'est dels Montes de Cierzo —en un camp regat per alguns barrancs (Las Limas i San Gregorio), pel rierol Mediavilla i pel riu Queiles, que desemboca en l'Ebre, a la confluència del qual va sorgir la primitiva Tutela. El pont de pedra que travessava l'Ebre va ser construït pels romans, i es prolongava per una via cap als dos costats.
Sota els àrabs fou centre d'una kura que incloïa Arnedo, Alfaro, Borja, Calahorra, Najera, Tarassona i Viguera. Va formar part de la Marca Superior i fou part dels dominis de la família dels Banu Qasi. El comte Casius apareix abans del 715 i va ser client del califa omeia i tenia les seves terres a la regió. Al-Hàkam I (796–822) hauria erigit el poble en vila amb el nom de Tutila. Des del 813 fou governava de manera continuada pels Banu Qasi. L'any 862 a la mort de Musa ben Musa, poderós magnat que es feia dir el tercer rei d'Hispània, els seus dominis, després d'un breu període indivís, es van repartir entre els seus quatre fills. Fortun va rebre Tudela que després va passar al seu fill, per retornar de seguida al fill del fill gran de Musa ben Musa, Muhammad ben Llop conegut per Ababdella, senyor de Viguera, que també va recollir l'herència del germà Ismail (Saragossa). El seu fill Llop va ocupar Toledo del 897 al 898 i altra vegada el 903 i la va cedir al seu germà Mutarrif, i d'aquest va passar al seu nebot Muhammad ben Ismail (fill d'Ismail de Saragossa) que la va perdre un any després. Va morir el 907 i el va succeir el seu germà Abdallah ben Muhammad, que va perdre els darrers dominis enfront dels Banu Tawil d'Osca cap al 908 o 909 que no la devien conservar gaire temps. No és clar si els Banu Qasi hi van exercir el control fins al 924 quan Abd al-Rahman III va donar el govern de Tudela a Muhammad ibn al-Ankar, que era governador de Saraqusta, de la família del tugibites en mans dels quals es va conservar després de la caiguda del califat.
El 942, Garcia Sanxes I de Pamplona fou derrotat per l'exèrcit musulmà de Muhammad ibn Hashim al-Tugibí, que recuperà les penyes de Sen i Men, i el navarrès demanà el suport de les tropes castellanes de Ferran González, i marxaren conjuntament contra Tudela, on foren derrotats el 5 d'abril.
Un cop desmembrat el califat de Qurtuba, Tudela va restar en mans dels tugibites. Al-Múndhir ibn Yahya at-Tujibí o Al-Múndhir I, (1018-1022), que exercia el govern de Tudela des de 1005/1006, fou el primer governador que es va erigir en sobirà de Saraqusta. L'emirat de Saraqusta va passar als Banu Hud el 1038/1039. L'Emirat de Tudela va ser breument independent sota Mondhir al Hadjib del 1046 a prop del 1050 en què va tornar a Saragossa. En 1087 patí un setge en 1087 de Sanç I d'Aragó i Pamplona, que tot i el suport de Ramon IV de Tolosa i les tropes llenguadocianes, provençals, normandes i borgonyones no prengué la ciutat. El 1110 va passar als almoràvits i el 29 de febrer de 1119 va ser conquerida pel rei Alfons el Bataller amb tropes d'aragonesos.
L'any 1231 hi tingué lloc la signatura del Tractat de Tudela, entre Jaume el Conqueridor i Sanç VII de Navarra.
La resposta a l'intent d'invasió de Felip III de França a la Corona d'Aragó des del Regne de Navarra del 1283 es va tancar l'any següent amb el contraatac de Pere el Gran a l'horta de Tudela. El rei va deixar la mà lliure als almogàvers, que van talar l'horta sembrant el terror.
En 1320, la croada dels pastors travessà els Pirineus atacant les aljames de Jaca i Montclús. Jaume el Just actuà i envià un destacament per protegir els jueus, i l'infant Alfons manà penjar quaranta dels atacants d'Osca; i els atacants es dirigiren a Tudela i Pamplona, on els jueus plantaren cara i els rebutjaren.
El 23 de novembre de 1808, durant la Guerra del Francès, els espanyols perden la Batalla de Tudela.

## Banu Qasi
- Casius, vers 715.
- Fortun ben Casius, vers 750.
- Musa ben Fortun, ?-789.
- Mutarrif ben Musa, 789-799, (valí de Pamplona).
- Fortun ben Musa, 799-802.
- Musa ben Musa, 802-862 (anomenat tercer rei d'Hispània, valí de Tudela, Osca i Saragossa).
- Lope ben Musa, 862-863 (senyor de Vigueras 863-27 abril 875).
- Mutarrif ben Musa, 862-863 (senyor d'Osca 863-?, perduda enfront dels Banu Tawil).
- Isamil ben Musa, 862-863 (senyor de Saragossa 871-883 i de Lleida 881-883).
- Fortun ben Musa, senyor de Tudela, 862-882.
- Ismail ben Fortun (fill), 882-883.
- Muhammad ben Llop ben Musa de Viguera, 883-897 (de Saragossa 883-885).
- Lope ben Muhammad 898-907 (senyor de Tarassona i Lleida 898-907, i senyor de Toledo 897-898 i 903).
- Abdalla ben Muhammad (germà), 907-909.
- Tudela a Banu Tawil, vers 909.
- als Banu Hud de l'emirat de Saraqusta, 1039-1046.
- Mondhir al Hadjib, 1046-1050.
- als Banu Hud, 1050-1110.
- als almoràvits, 1110-1119.
- al Regne de Navarra i Aragó, 1119.

## Fills il·lustres
- José de Cáseda y Villamayor (h. 1660 - Sigüenza, Castella, 1725), músic.
- Mariano Diego Llorente y Sola (segles XVIII-XIX), organista i mestre de capella.
- Josep Piqué i Cerveró (1817-1900), compositor.